# Typhloiulus longipes
Typhloiulus longipes är en mångfotingart som beskrevs av Pius Strasser 1973. Typhloiulus longipes ingår i släktet Typhloiulus och familjen kejsardubbelfotingar. Inga underarter finns listade i Catalogue of Life.